# Areotrachelus truchae
Areotrachelus truchae is een eenoogkreeftjessoort uit de familie van de Lernaeidae. De wetenschappelijke naam van de soort is voor het eerst geldig gepubliceerd in 1903 door Brian.